# Nemcovce (district de Prešov)
Pour les articles homonymes, voir Nemcovce.
Nemcovce (allemand : Deutschendorf) est un village de Slovaquie situé dans la région de Prešov.

## Histoire
Première mention écrite du village en 1364.

## Démographie

### Évolution de la population
| Année:               | 1994. | 2004.    | 2014.   | 2024.   |
| -------------------- | ----- | -------- | ------- | ------- |
| Nombre de personnes: | 408   | 451      | 479     | 478     |
| Différence:          |       | +10,53 % | +6,20 % | -0,20 % |

| Année:               | 2023. | 2024.   |
| -------------------- | ----- | ------- |
| Nombre de personnes: | 481   | 478     |
| Différence:          |       | -0,62 % |